# Gangcheolbi
Gangcheolbi é um filme de suspense de ação sul-coreano de 2017, dirigido por Yang Woo-Suk, baseado no Webtoon de mesmo nome de 2011. É estrelado por Jung Woo-Sung e Kwak Do-Won.
O filme estreou na Coréia do Sul em 14 de Dezembro de 2017 e foi lançado mundialmente em 14 de março de 2018 na Netflix.

## Sinopse
Um agente da Coreia do Norte e um membro sênior do serviço de segurança da Coreia do Sul se unem em uma missão secreta para salvar o líder norte-coreano e impedir uma guerra nuclear na península.

## Elenco
- Jung Woo-sung como Eom Chul-woo.
- Kwak Do-won como Kwak Chul-woo.
- Kim Kap-soo como Ri Tae-han.
- Kim Eui-sung como Lee Ee-seong.
- Lee Geung-young como Kim Kyung-young.
- Jo Woo-jin como Choi Myung-rok.
- Jung Won-joong como Park Byung-jin.
- Jang Hyun-sung como Jung Se-young.
- Won Jin-ah como Ryeo Min-kyeong.